# Statens kartverk

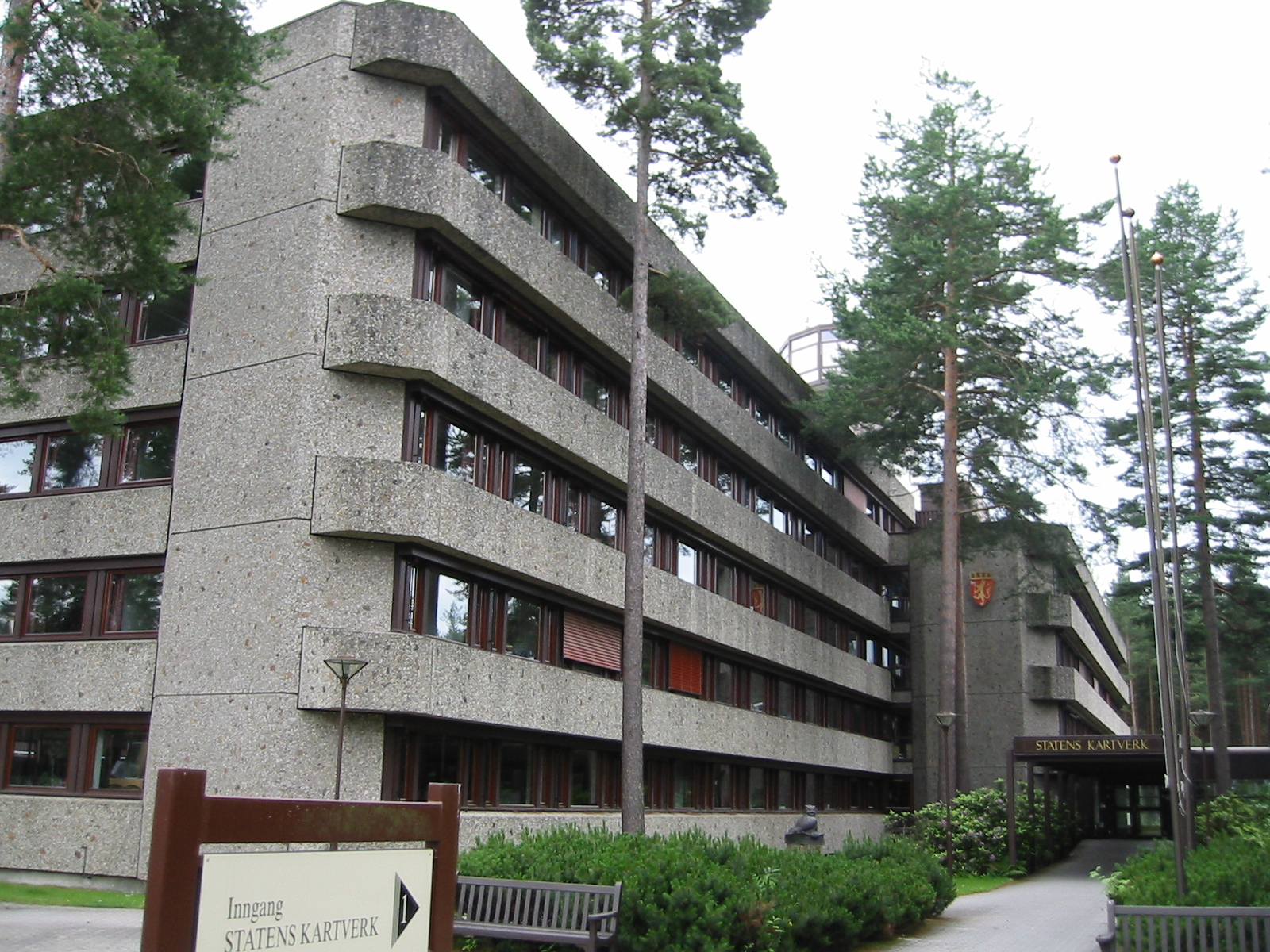
Statens kartverk, juli 2007.

Statens kartverk är den nationella myndigheten för land- och sjökartläggning i Norge. Huvudkontoret ligger i Hønefoss.
Myndigheten bildades 1986 genom sammanslagning av ett flertal institut, bland annat det 1773 bildade Norges geografiske oppmåling. Det är indelat i avdelningen för landkartor och geodesi i Hønefoss, Statens kartverks sjødivisjon i Stavanger och enskilda fylkeskartkontor i de olika fylkena.